# (33987) 2000 NV25
2000 NV25 (asteroide 33987) é um asteroide da cintura principal. Possui uma excentricidade de 0.05640730 e uma inclinação de 4.57537º.
Este asteroide foi descoberto no dia 4 de julho de 2000 por LONEOS em Anderson Mesa.